# Cora parda
Cora parda là loài chuồn chuồn trong họ Polythoridae. Loài này được Bick & Bick mô tả khoa học đầu tiên năm 1991.